# Rajecké Teplice
Rajecké Teplice (německy Bad Rajetz, maďarsky Rajecfürdő) jsou lázeňské město na severním Slovensku v Žilinském kraji. Leží v nadmořské výšce 415 metrů, deset kilometrů jižně od Žiliny. Ve městě žije přibližně 2 800 obyvatel a je známé především svými lázněmi a termálními prameny. Vyvěrající voda má teplotu přibližně 39 °C. Léčí se zde nemoci pohybového ústrojí, nervové choroby a nemoci z povolání.

## Historie
Nejstarší stopy osídlení byly objeveny v jeskyni Pod bukom (lid tzv. púchovské kultury). První zmínky o lázních pocházejí ze 14. století, největší rozvoj nastal po roce 1926. V době Slovenského národního povstání probíhaly v okolí prudké boje. 

## Přírodní poměry
Město leží na břehu říčky Rajčanky v Rajecké dolině, v podhůří Malé Fatry. Severní hranici katastrálního území Rajeckých Teplic tvoří hřeben skalnatých  Súľovských vrchů, oddělujících údolí Rajčianky od údolí Váhu. Súľovské vrchy jsou součástí chráněné krajinné oblasti Strážovské vrchy. Do Rajčanky se zde vlévá Kuneradský potok.   
Geomorfologickým podcelkem Súľovských vrchů jsou Skalky se stejnojmenným vrcholem (778,3 m n. m.), které se tyčí přímo nad lázeňským městečkem. Město sousedí s šesti obcemi : Lietavská Svinná-Babkov, Stránske, Konská, Turie, Zbyňov a Porúbka. Město leží od hlavního města Bratislavy 274 km, krajského města a zároveň okresního města Žiliny 15,0 km.
Ve správním území města leží přírodní památka Poluvsianská skalní jehla a zasahují do něj části přírodní rezervace Slnečné skaly a národní přírodní rezervace Kozol.

## Doprava
Městem prochází silnice I/64 a železniční trať Žilina – Rajec. 

## Osobnosti
- Jozef Gabčík (1912–1942), jeden z parašutistů, který v rámci Operace Anthropoid provedl v roce 1942 v Praze atentát na zastupujícího říšského protektora Reinharda Heydricha. Jozef Gabčík pocházel z vesnice Poluvsie, která leží severně od Rajeckých Teplic a je administrativně částí uvedeného města.[6]

## Galerie

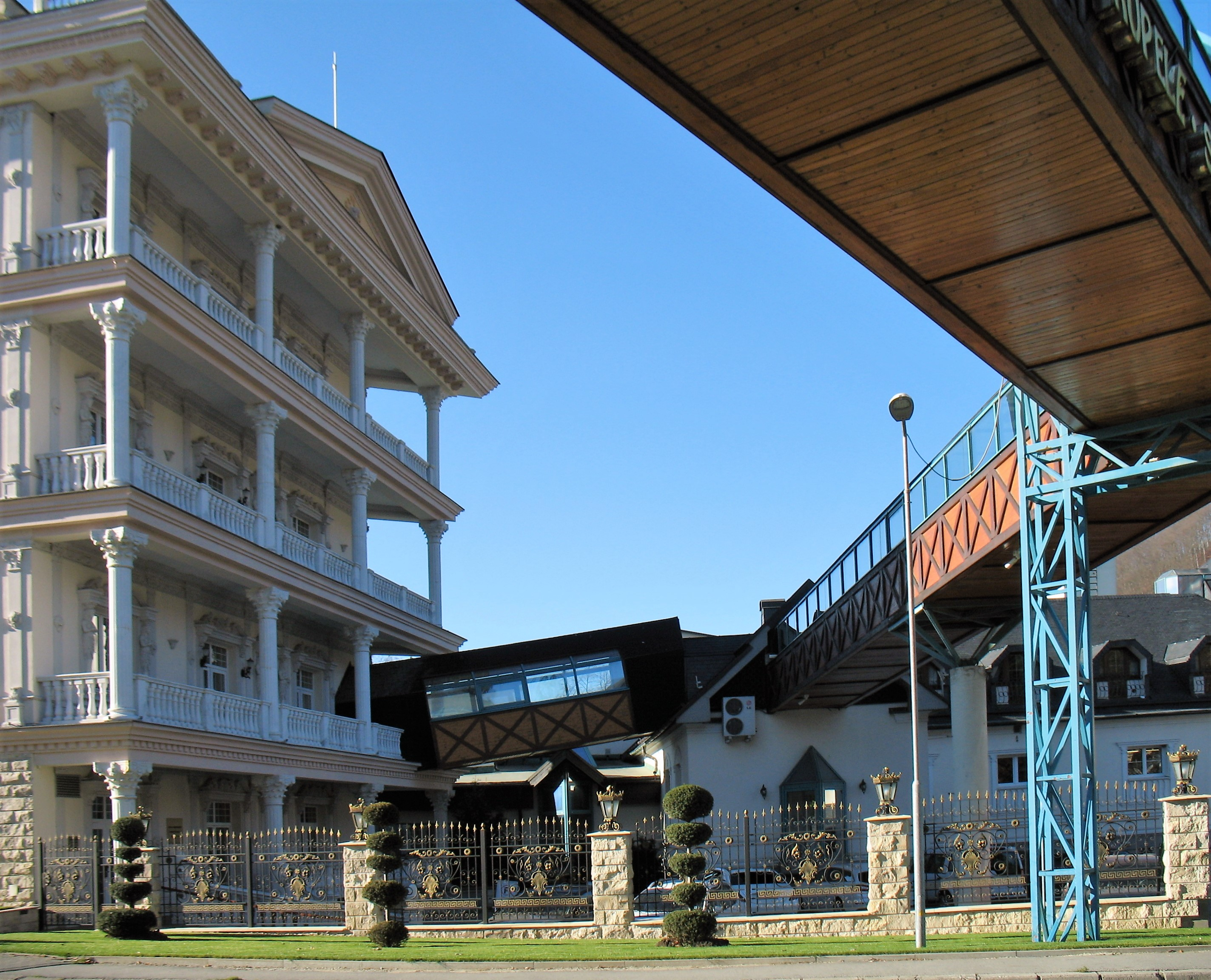
Pohled k lázním z Rajecké cesty
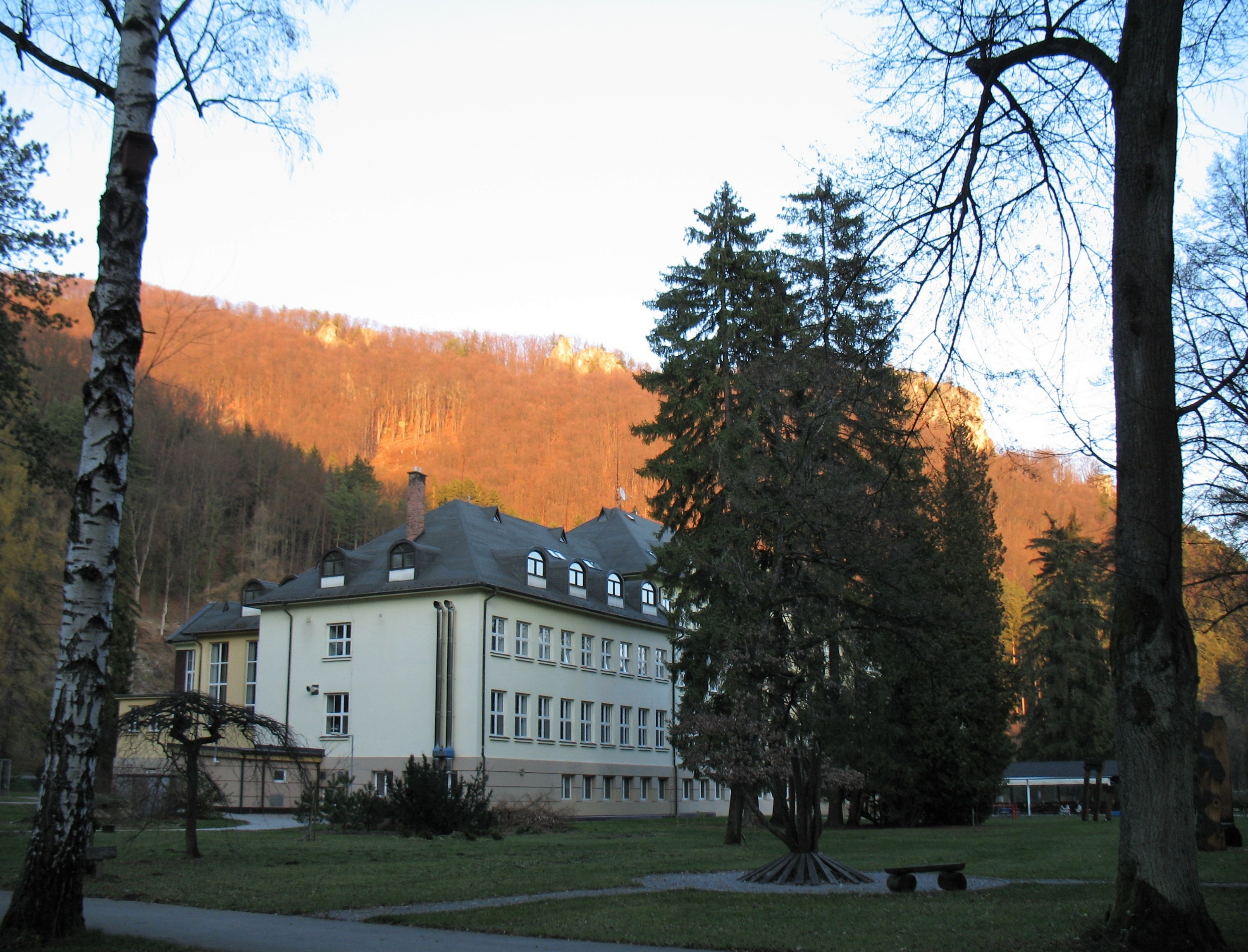
Hotel Skalka a hřeben Skalky
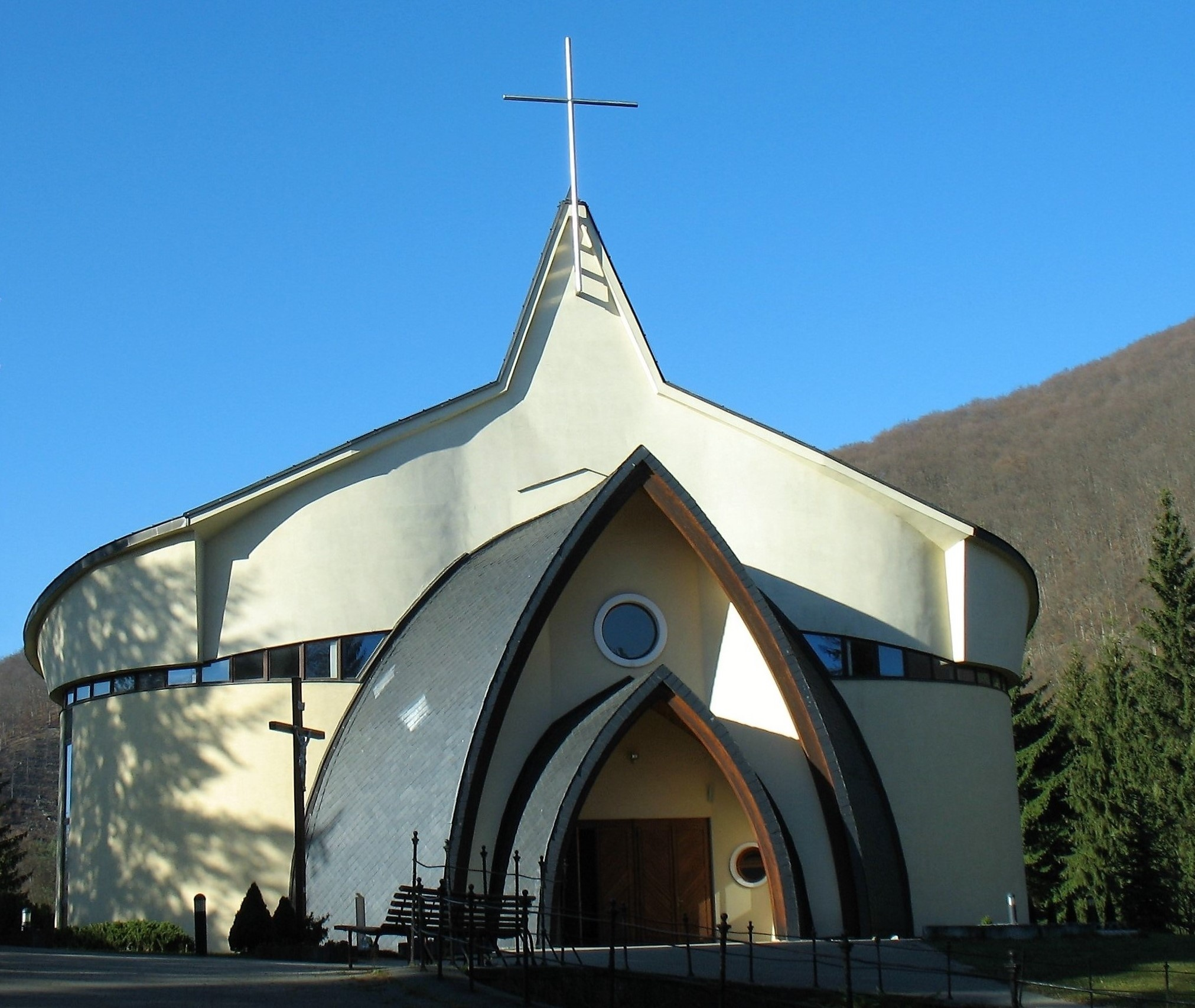
Kostel Božského srdce Ježíšova
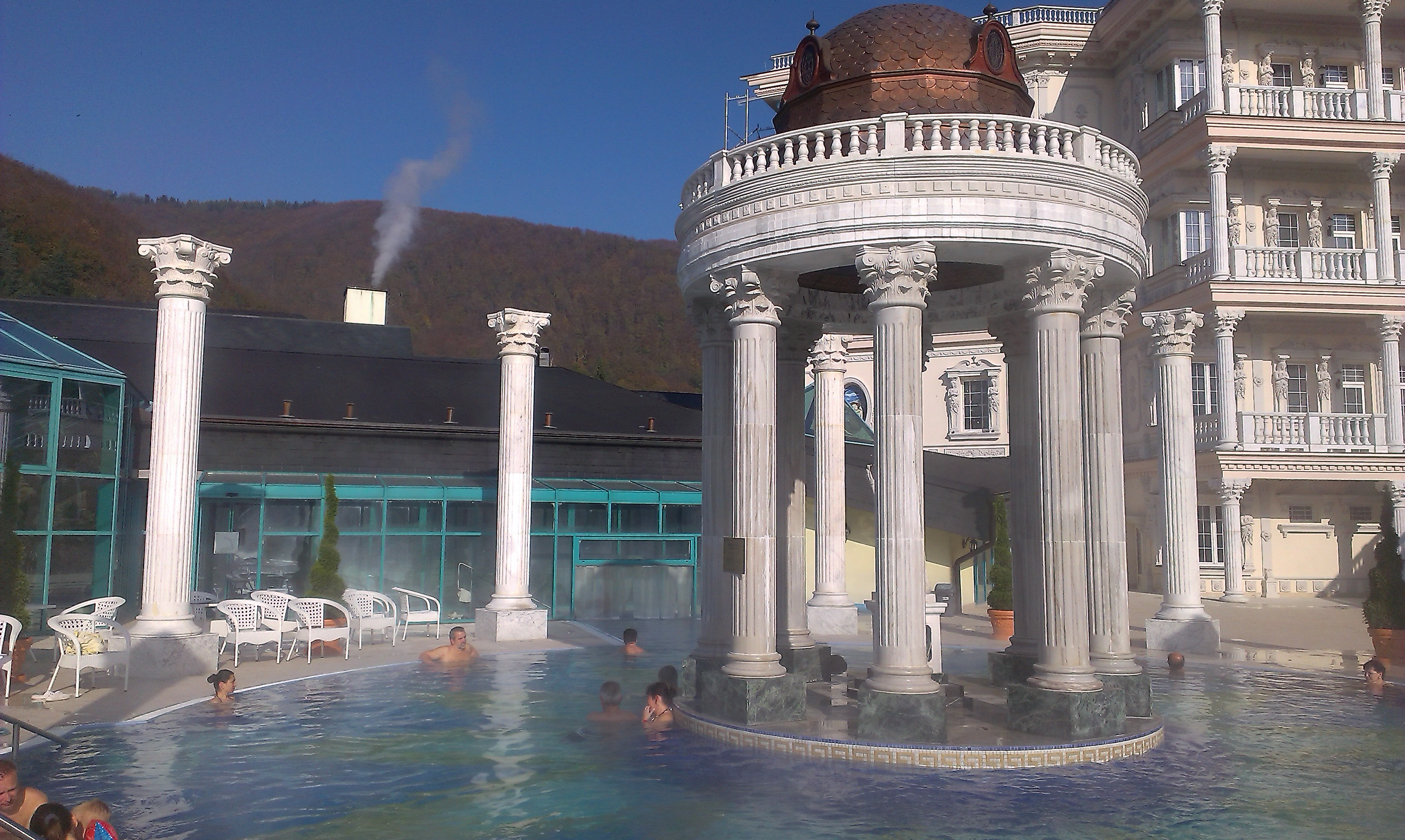
Lázně Aphrodite
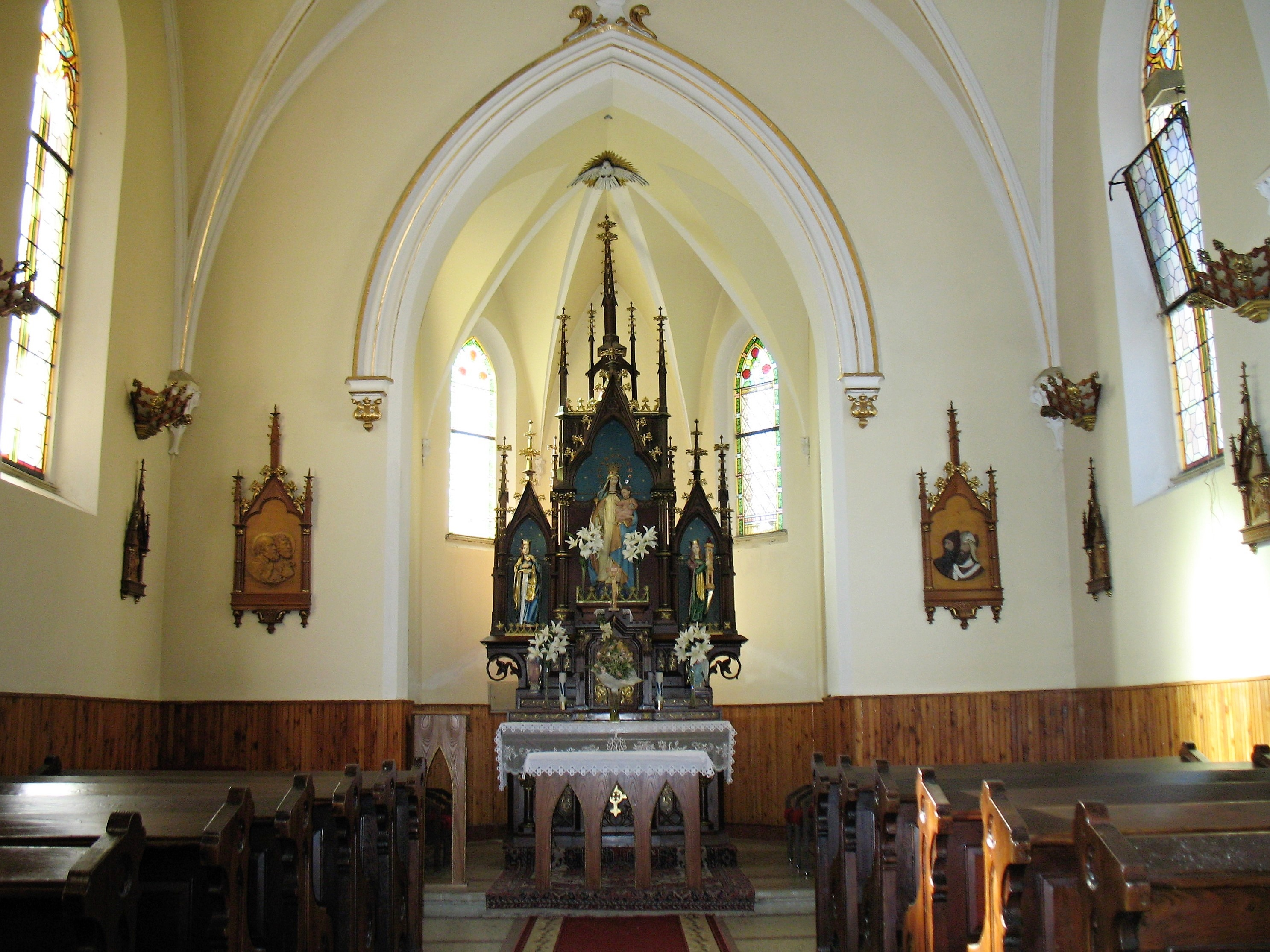
Kostel Nanebevzetí Panny Marie
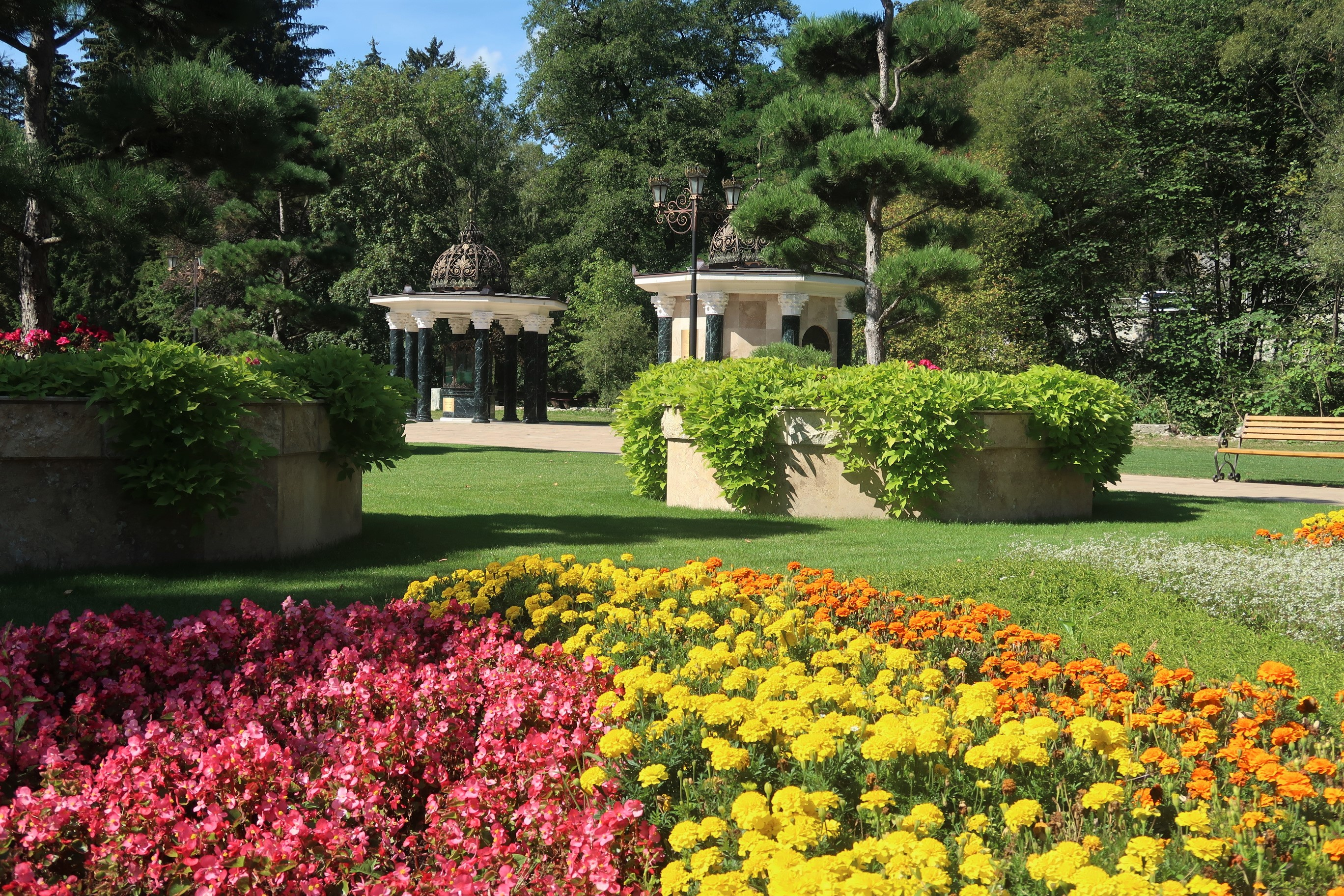
Lázeňský park
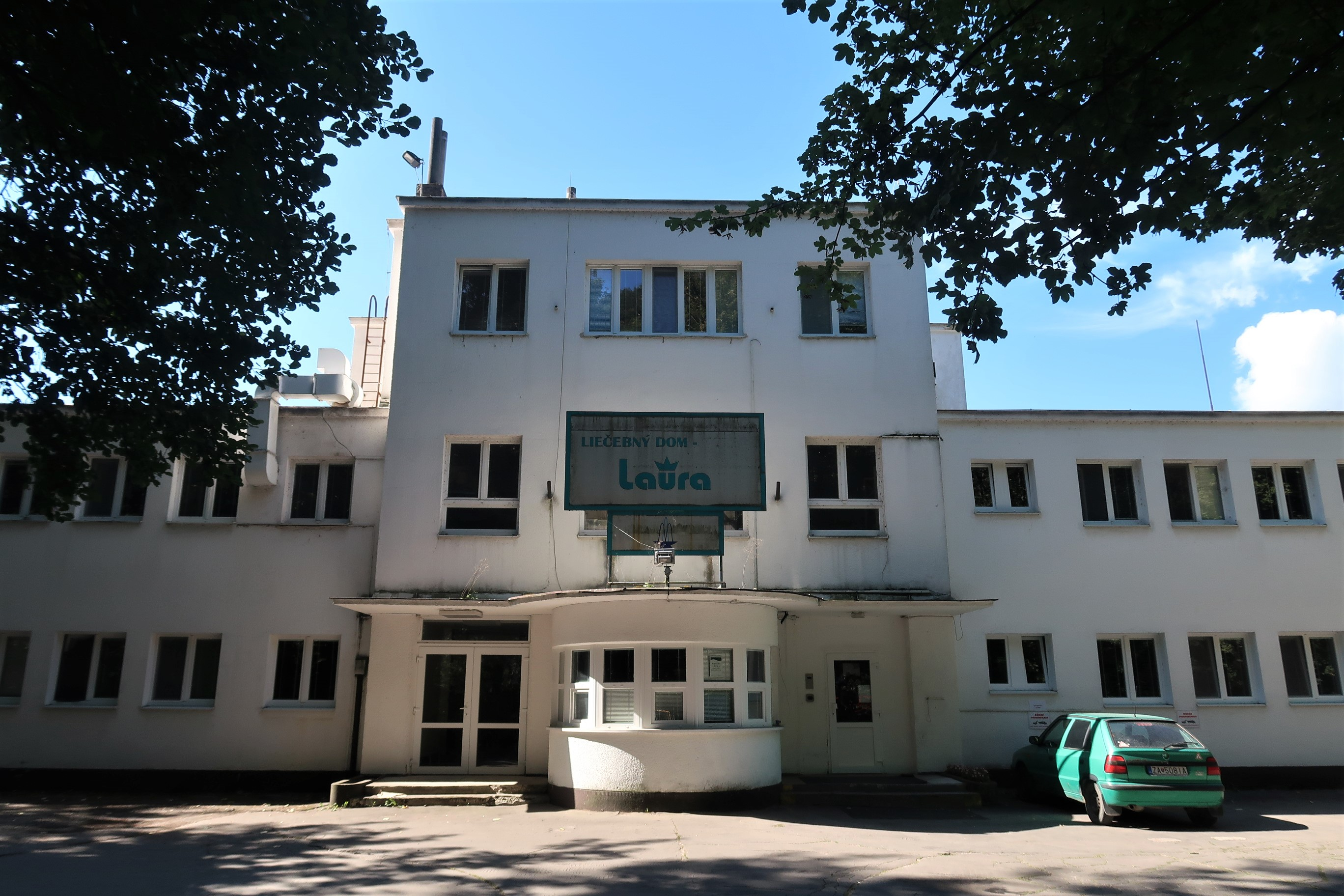
Lázeňský dům Laura
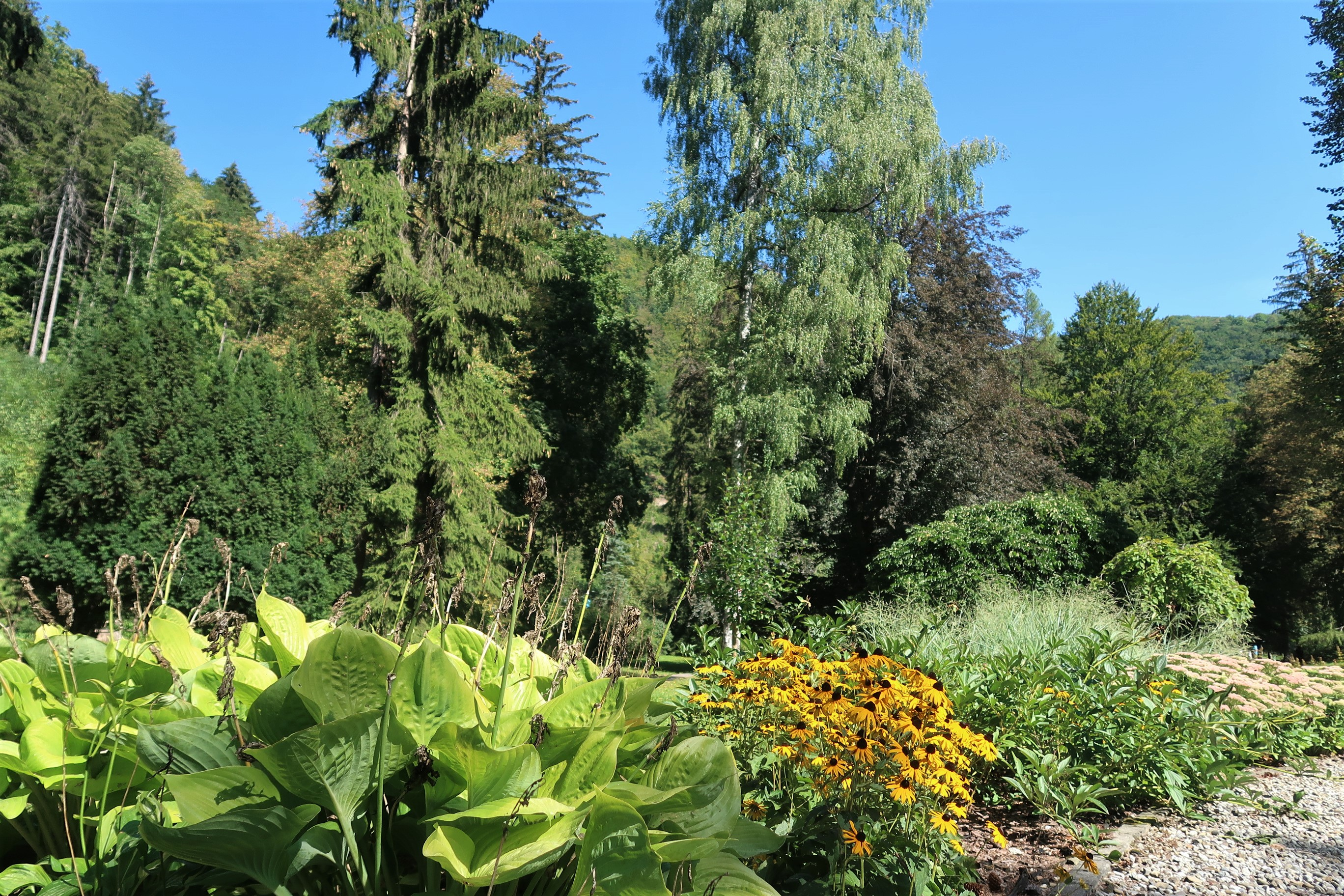
Park u hotelu Skalka
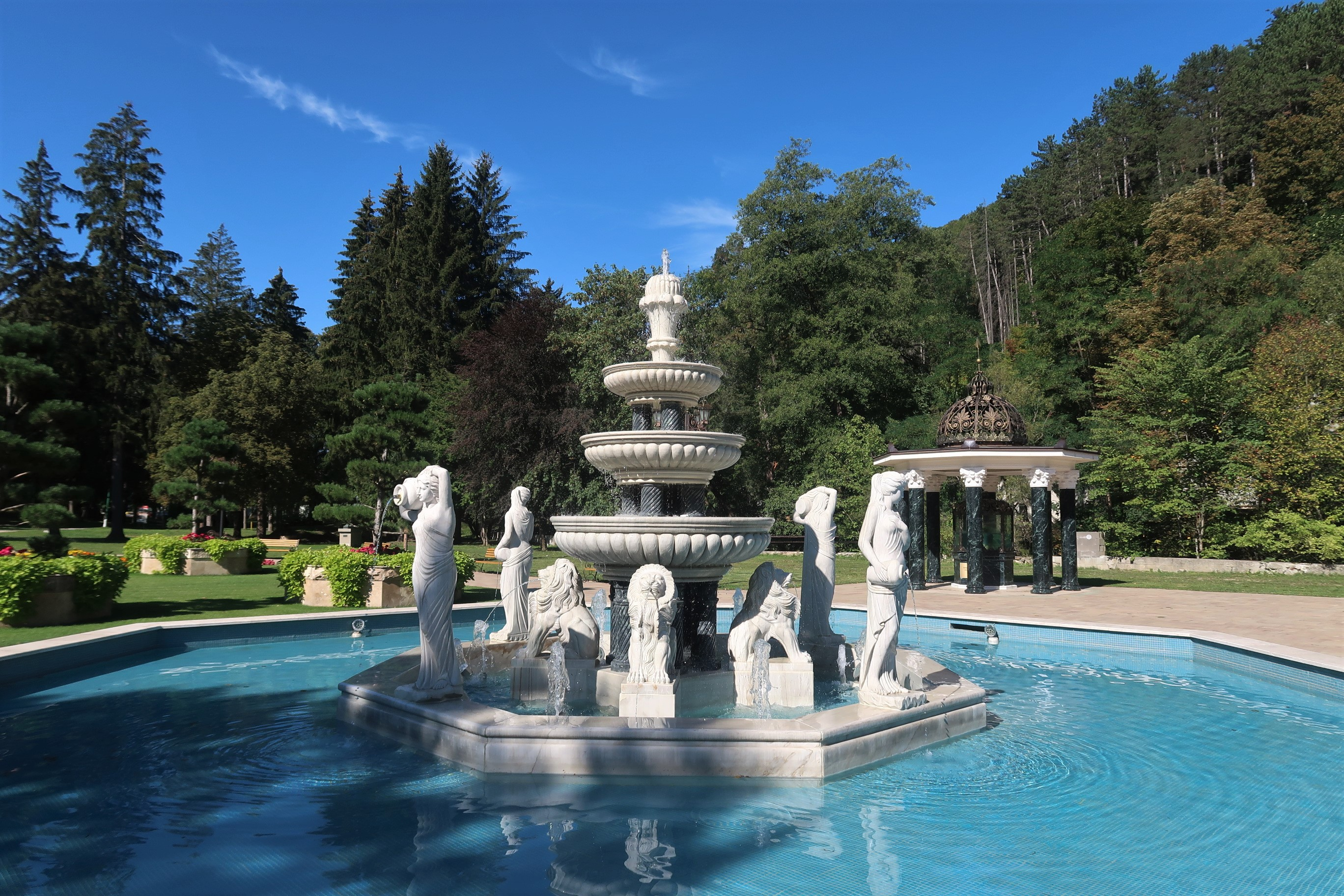
Kašna v lázeňském parku
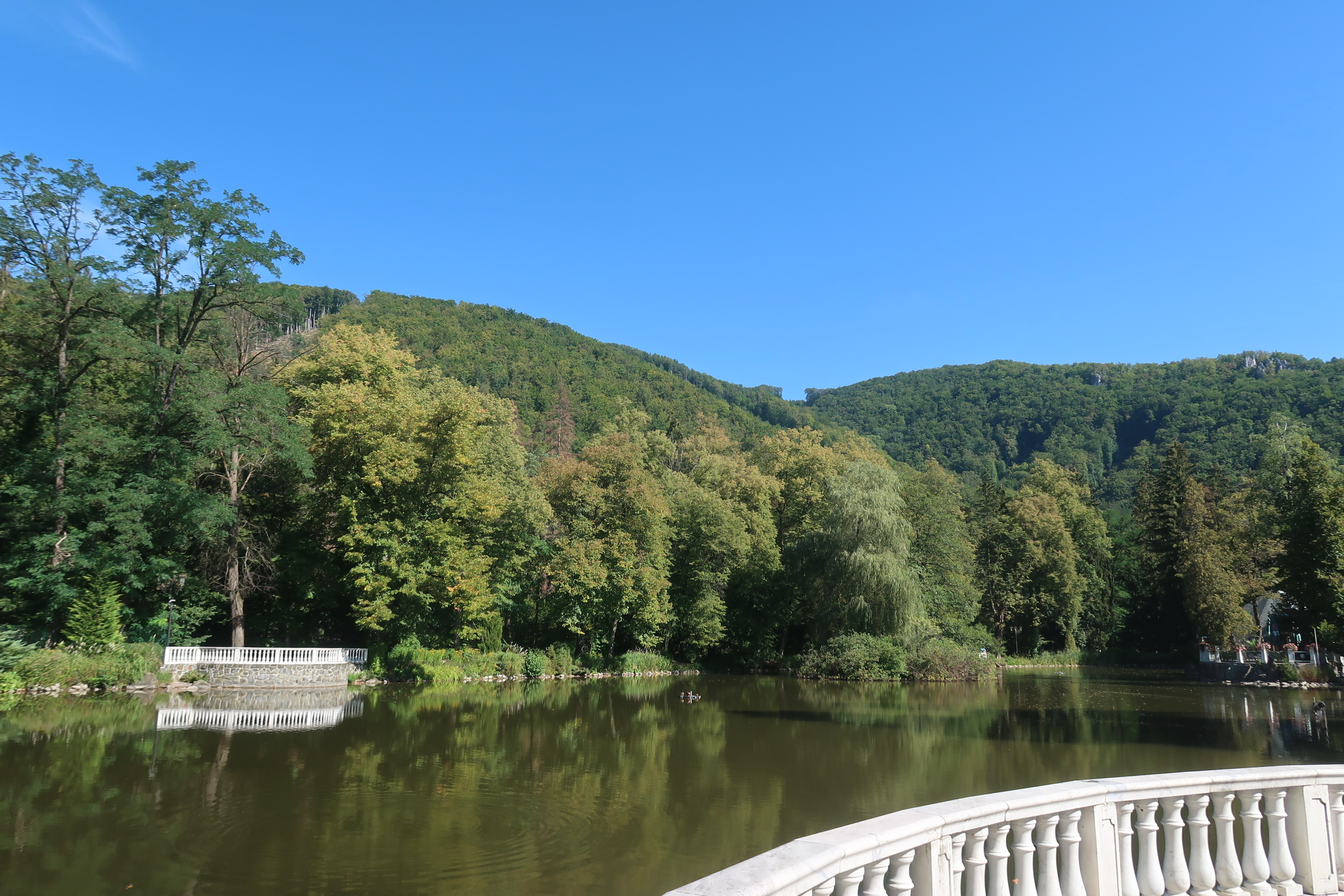
Jezírko v lázeňském parku
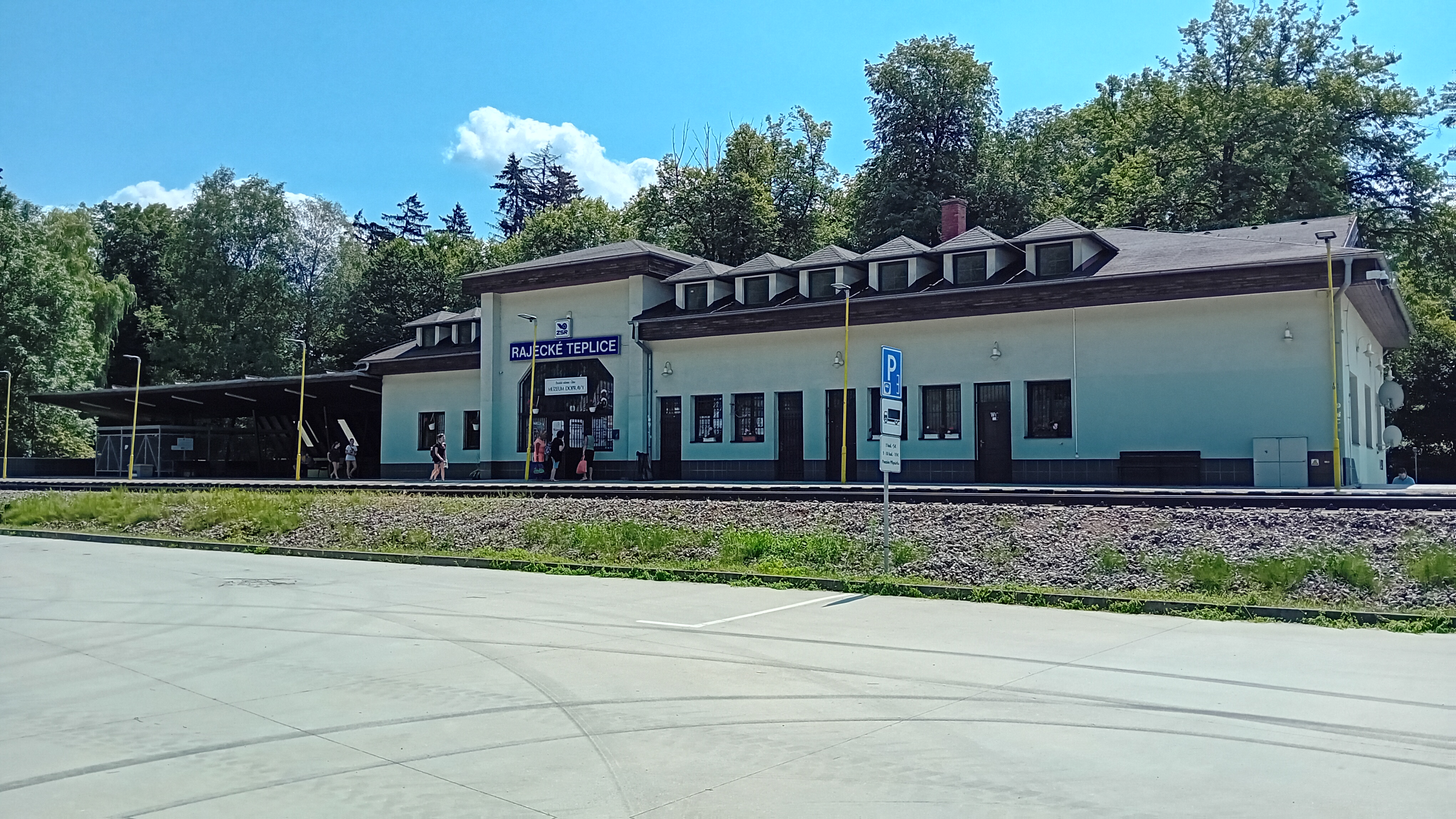
Železniční zastávka
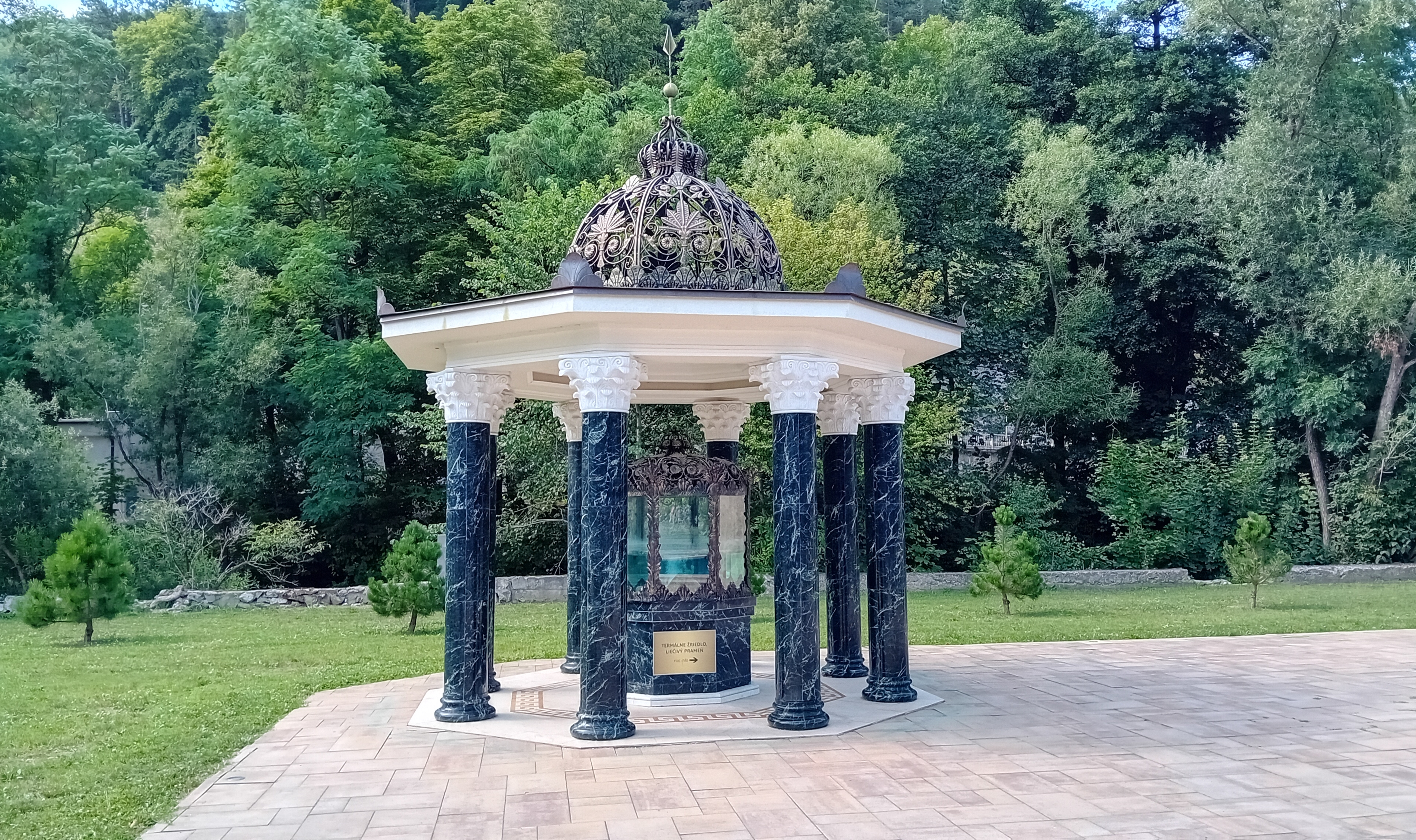
Minerální pramen
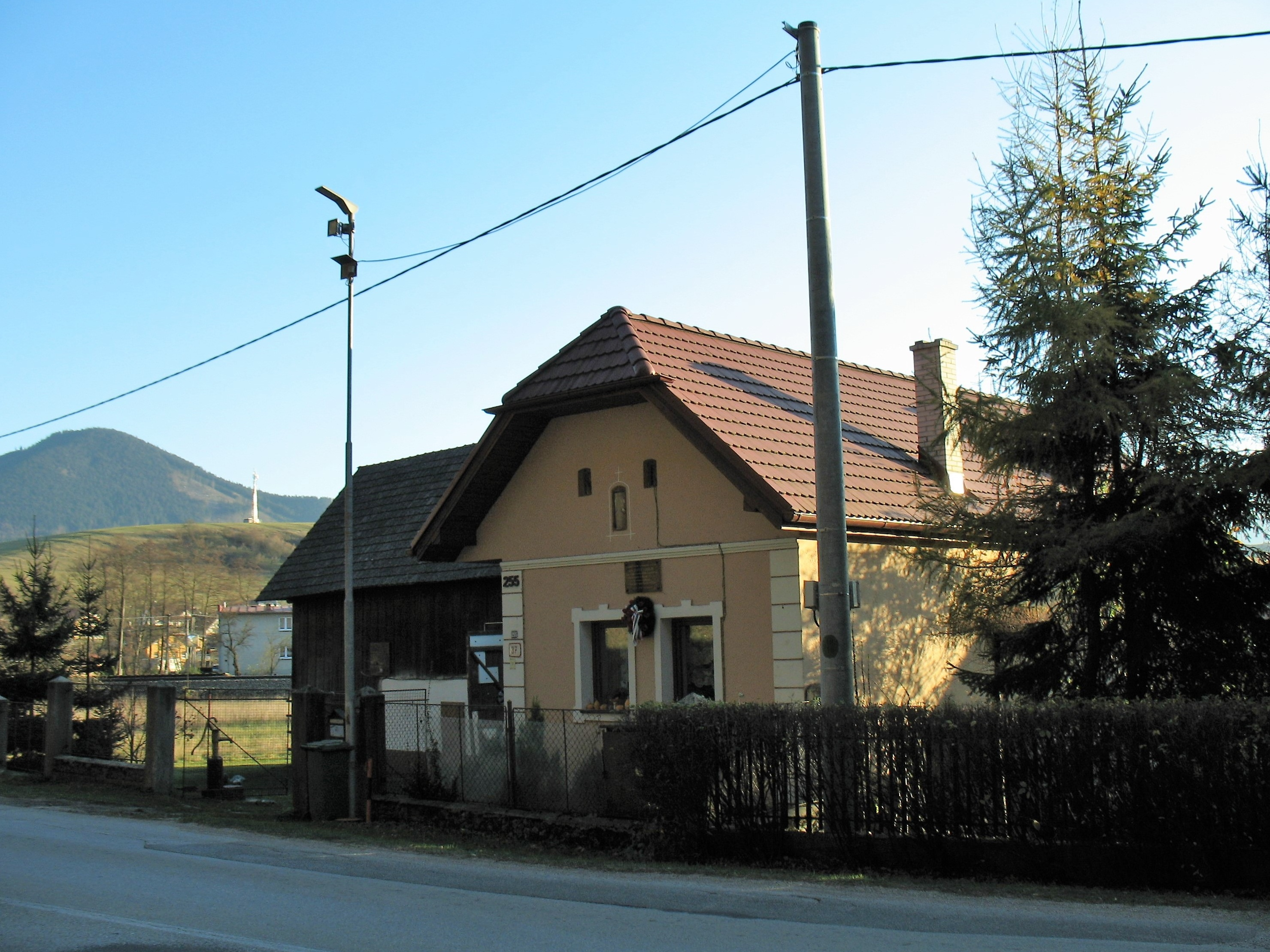
Rodný dům Jozefa Gabčíka v místní části Poluvsie

## Partnerská města
- Dolní Benešov, Česko
- Pozlovice, Česko
- Wilamowice, Polsko
- Padina, Srbsko